# Verde cacciatore
A destra è mostrato il colore verde cacciatore.
Il "verde cacciatore" è una rappresentazione del colore che usavano vestire i cacciatori nel XIX secolo. La maggior parte dei cacciatori ha iniziato a indossare il colore verde oliva invece del verde cacciatore all'inizio del XX secolo.. Alcuni cacciatori indossano ancora abiti o bandane verde cacciatore.
Il primo utilizzo del termine "verde cacciatore" per indicare quella particolare tonalità è stato nel 1892.
Il verde cacciatore è il colore primario ufficiale dei Green Bay Packers dal 1957, i New York Jets dal 1998 al 2019, uno dei due colori ufficiali della Ohio University e dell'Oswego State e uno dei due colori ufficiali della Phi Kappa Psi.